# アテネ貨幣博物館
アテネ貨幣博物館（ギリシア語: Νομισματικό Μουσείο, 英語: Numismatic Museum of Athens）は、ギリシャの重要な博物館の1つであり、古代から現代まで、世界中の膨大なコレクションを収容している。博物館は、著名な考古学者で、イリオスの場所の発見で知られる、旧ハインリヒ・シュリーマン邸宅に置かれる。

## 歴史

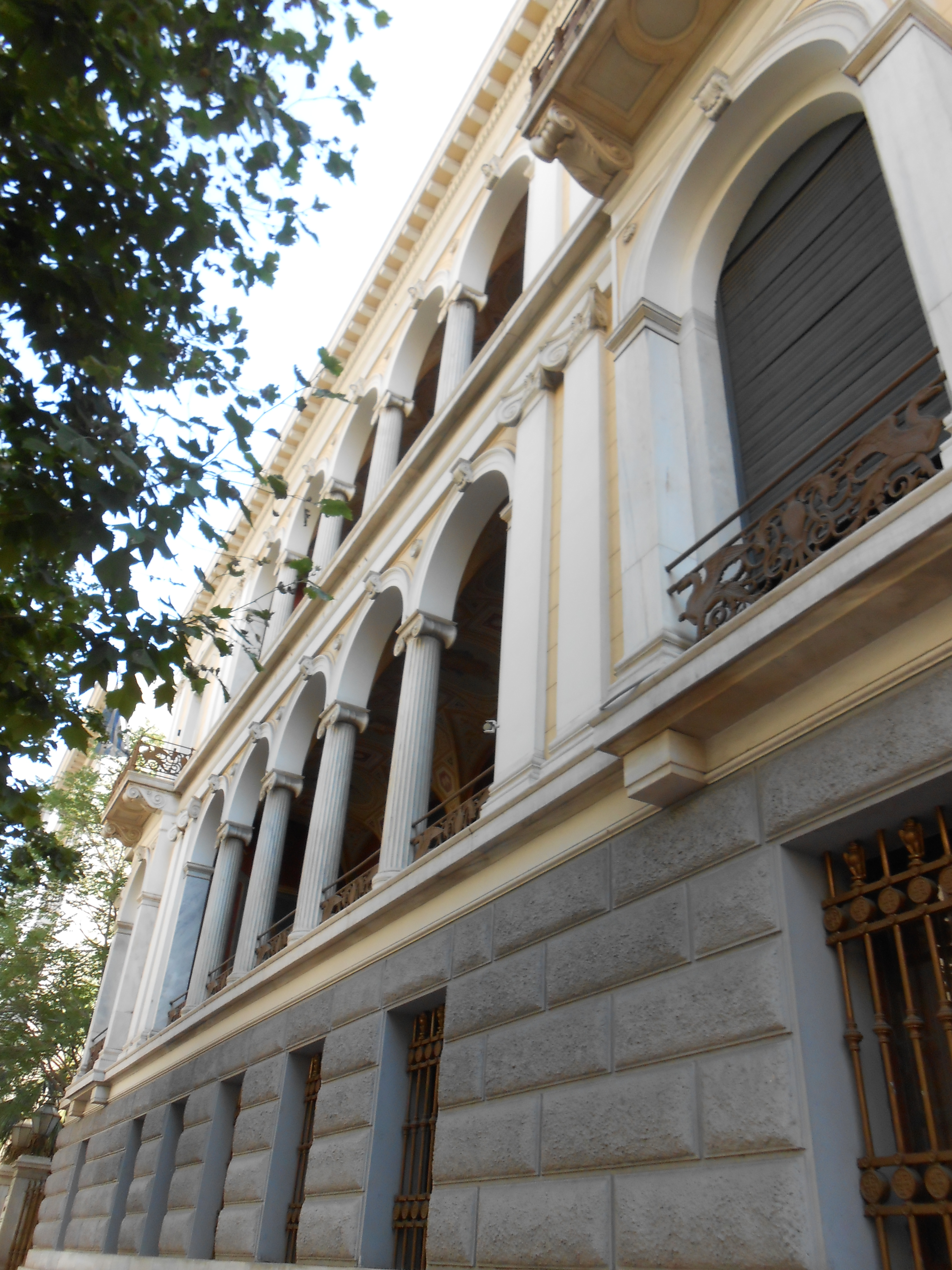
ファサード

最初に州によってコイン収集の試みが始まったのは、アイギナ島からのギリシャ独立の後である。コレクションは、発掘、購入、寄付により豊かになっていった。博物館は、アテネ国立考古学博物館とほぼ同じ年代の1838年に設立され、組織は独立したが、長続きしなかった。コレクションは、ギリシャ国立図書館の一部となり、アテネ大学に置かれ、後にコレクションが最初に展示されることになるアテネ・アカデミーに移った。1946年、コレクションは、アテネ国立考古学博物館内に移された。博物館の組織は、1893年と1965年の2回独立した。
イリウ・メラトロンは、1984年にコレクションを収容するために与えられ、大きな修復工事の後、1998年に最終的にオープンした。

## イリウ・メラトロン
貨幣博物館は、パネピスティミオウ通りに面する3階建ての建物、「イリウ・メラトロン」にある。建物は、1878年から1880年にかけて、ハインリヒ・シュリーマンのために建設され、建築家は有名なエルンスト・ツィラーである。完成当時、アテネで最も壮麗な私邸と考えられていた。設計は、新古典主義とネオルネッサンス建築の影響を受けており、内装はポンペイの建築を模倣している。その結果、部屋はモザイク、トロイ戦争やギリシャの標語をテーマにした壁画で飾られている。1927年、ハインリヒ・シュリーマンの未亡人は、建物をギリシャ政府に売り、州議会として使用された後、大審院となった。

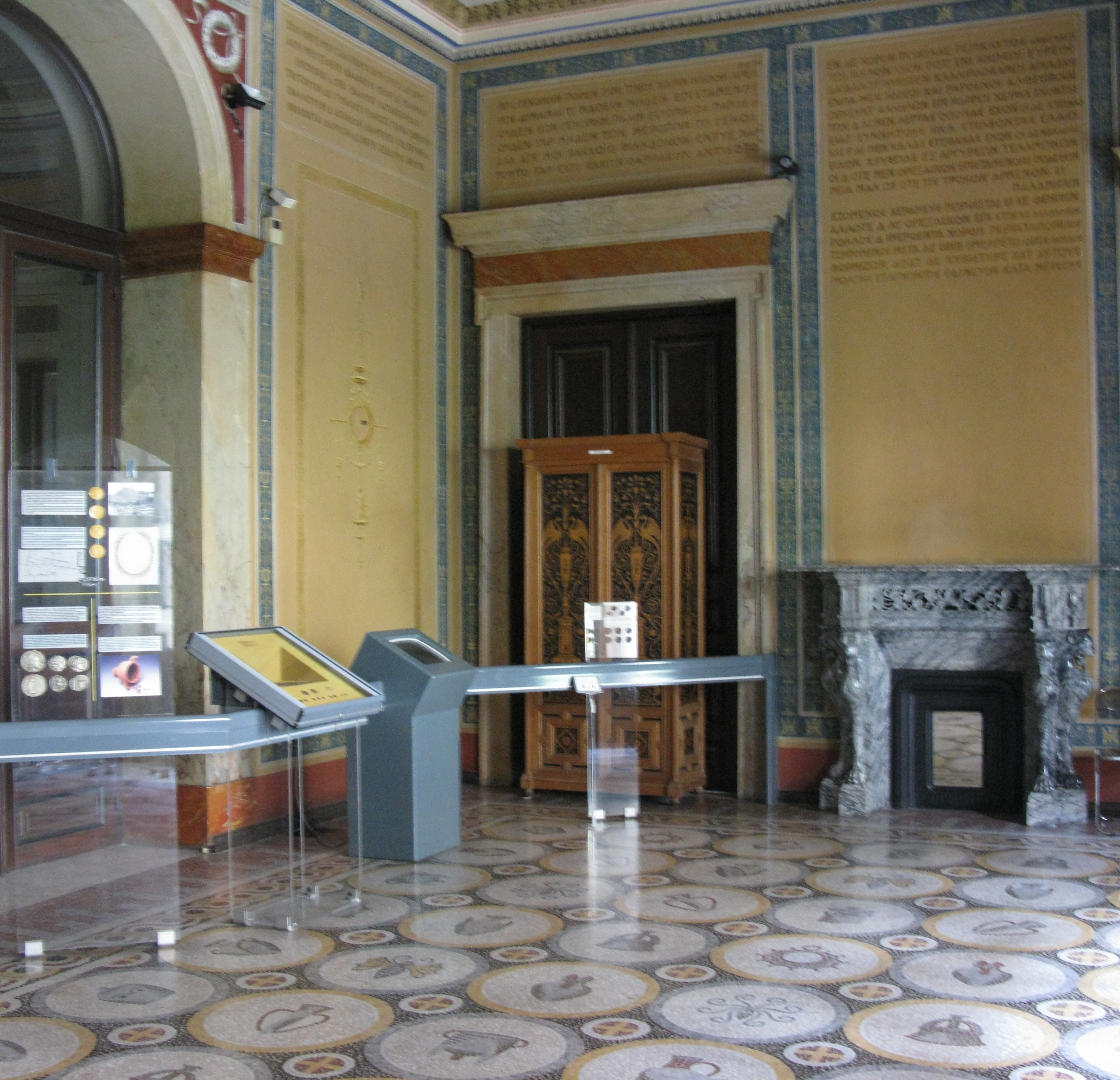
博物館の内装

建物の使用により、裁判所は多くの損傷を負っていた。建物は、貨幣博物館の建物に選ばれ、フロアのモザイク、壁画の修復など、改修を受けた。貨幣コレクションの公開は、1998年に部分的に改修された建物で始まり、2007年には全てのコレクションが見られるようになった。

## コレクション
博物館のコレクションには、紀元前14世紀から現代までの600,000点が含まれ、主はコインであるが、メダルや塊、金型、スタンプなどもある。コレクションは、貨幣の歴史順に並べられている。博物館は、紀元前6世紀から紀元5世紀までの、ギリシャのポリス、ヘレニズム、ローマ帝国時代など、非常に重要なコレクションを保管している。また、東ローマ帝国や西ヨーロッパ、東ヨーロッパの中世、オスマン帝国のコレクションもある。
コレクションの大部分は、保管されていたコインで占められ、残りはエーゲ海の初期のコレクション、ギリシャ本土の発掘で見つかったもの、寄付などである。
博物館には、貨幣の学問を専門とする12,000冊の本を収容する図書館がある。また、完全な設備を持つ保存研究室もある。

## 位置
貨幣博物館は、シンタグマ広場に近いパネピスティミオウ通り 12に位置する。最寄り駅は、地下鉄シンタグマ駅。庭園には、ミュージアムショップとコーヒーハウスがある。